# A Division 1929-1930 (Irlanda)
Il campionato era formato da dieci squadre e il Bohemian F.C. vinse il titolo.

## Classifica finale
| Pos. | Squadra              | G  | V  | N | P  | GF | GS | Punti |
| ---- | -------------------- | -- | -- | - | -- | -- | -- | ----- |
| 1    | Bohemian F.C.        | 30 | 14 | 2 | 2  | 51 | 18 | +33   |
| 2    | Shelbourne F.C.      | 29 | 14 | 1 | 3  | 59 | 25 | +34   |
| 3    | Shamrock Rovers F.C. | 26 | 12 | 2 | 4  | 44 | 22 | +22   |
| 4    | Fordsons F.C.*       | 19 | 8  | 3 | 7  | 33 | 33 | 0     |
| 5    | Brideville FC        | 19 | 8  | 3 | 7  | 34 | 39 | -5    |
| 6    | Dundalk F.C.         | 15 | 6  | 3 | 9  | 38 | 36 | +2    |
| 7    | Drumcondra F.C.      | 15 | 5  | 5 | 8  | 26 | 37 | -11   |
| 8    | Bray Unknowns F.C.   | 13 | 4  | 5 | 9  | 34 | 48 | -14   |
| 9    | St James's Gate F.C. | 11 | 4  | 3 | 11 | 30 | 38 | -8    |
| 10   | Jacobs F.C.          | 3  | 0  | 6 | 15 | 23 | 76 | -53   |

G = Partite giocate; V = Vittorie; N = Nulle/Pareggi; P = Perse; GF = Goal fatti; GS = Goal subiti;